# Kryzys na Morzu Czerwonym
Ten artykuł dotyczy trwającego wydarzenia. Informacje w nim zamieszczone mogą się zmienić lub zdezaktualizować wraz z postępem zdarzenia, a początkowe doniesienia mogą być niepewne. Ostatnie zmiany tego artykułu mogą nie odzwierciedlać najbardziej aktualnych informacji.
Kryzys na Morzu Czerwonym – kryzys wywołany przez jemeński Ruch Huti, który w październiku i listopadzie 2023 roku przeprowadził serię ataków na statki przepływające przez Cieśninę Bab al-Mandab oraz cele w południowym Izraelu.
Podczas wojny Izraela z Hamasem, ruch Huti poparł Hamas i przeprowadził ataki za pomocą dronów, oraz rakiet na terenie południowego Izraela. Według służb izraelskich, część pocisków wystrzelonych przez rebeliantów została przechwycona nad Morzem Czerwonym. W grudniu 2023 roku rzecznik prasowy Ansar Allah Yahya Saree poinformował, że każdy statek skierowany do Izraela jest celem ataków i, że nie zaprzestaną swoich działań dopóki Strefa Gazy nie zostanie zaopatrzona w „żywność i lekarstwa”.
W wyniku ostrzeliwań przeprowadzonych przez rebelię wiele statków towarowych i tankowców zostało przekierowanych na trasę okrążającą Afrykę, tak aby uniknąć potencjalnych szkód. W odwecie Stany Zjednoczone wraz z Wielką Brytanią dokonały ataków rakietowych na cele w Jemenie, oraz rozpoczęły Operację Prosperity Guardian mającej na celu zapewnienie bezpieczeństwa żeglugi w rejonie.

## Tło
Ruch Huti (oficjalnie Ansar Allah) to szyicka organizacja skupiająca głównie Zajdytów zamieszkujących północny Jemen. W wyniku rebelii szyickiej, która wybuchła w 2004 roku ugrupowanie zajęło stolicę państwa Sanę, oraz przejęło władzę w zachodniej części kraju. Doprowadziło to do interwencji podjętej przez państwa arabskie pod przewodnictwem Arabii Saudyjskiej, która jednak nie przyniosła zamierzonych skutków. Iran, który wspierał Hutich od czasu rebelii wyraził sprzeciw wobec działań koalicji. Gdy w październiku 2023 roku wybuchła wojna Izraela z Hamasem, Huti, jako jedni ze wspieranych przez Iran grup militarnych w regionie opowiedzieli się po stronie Palestyńczyków i zapowiedzieli ataki na Izrael. Równocześnie rebelianci ostrzegli Stany Zjednoczone przed aktywnym włączeniem się w konflikt i zagrozili odwetem.

## Przebieg
19 października amerykański niszczyciel USS Carney zestrzelił pociski oraz drony wystrzelone przez Ruch Huti w stronę Izraela. Była to pierwsza akcja wojsk amerykańskich podjęta w celu obrony Izraela od początku wojny. W następnych miesiącach IDF informował o kolejnych przypadkach ataków rakietowych w południowej części kraju.

### Ataki na statki handlowe
19 listopada 2023 roku statek transportowy Galaxy Leader został porwany przez Hutich wraz z 25 osobami na pokładzie. Incydent poprzedziło oświadczenie rzecznika rebeliantów, Yahya Sarea na kanale Telegram, który oświadczył, że organizacja zamierza atakować statki należące do izraelskich firm lub pływające pod izraelską banderą. Sarea wezwał kraje do usunięcia swoich obywateli z załóg takich statków. Wcześniej przywódca ruchu, Abdul-Malik al-Huti zagroził kolejnymi atakami na statki, w tym potencjalnymi celami na Morzu Czerwonym i Bab-al-Mandab. Od października do stycznia rebelianci dokonali ataków na statki handlowe oraz okręty z ośmiu krajów (Norwegia – Blaamanen, Gabon – Sai Baba, Liberia – MSC United VIII, Singapur – Maersk Hangzhou, Wyspy Marshalla – Gibraltar Eagle,Genco Picardi,Chem Ranger, Malta – Zografia, Wielka Brytania – HMS Diamond, Stany Zjednoczone – USS Dwight D. Eisenhower, USS Gravely, USS Laboon, USS Mason, USS Florida)

### OperacjaProsperity Guardian, EUNAVFOR Aspides i ataki rakietowe na Jemen (2024)
W związku z kolejnymi atakami na statki handlowe na Morzu Czerwonym, 18 grudnia Sekretarz obrony Stanów Zjednoczonych Lloyd Austin ogłosił utworzenie międzynarodowych sił, mających zapewnić bezpieczeństwo i odpowiedzieć na ataki Huti. Oprócz Stanów Zjednoczonych w skład koalicji weszła między innymi Wielka Brytania, Australia, Sri Lanka, Singapur, Bahrajn oraz Nowa Zelandia. Francja i Włochy odmówiły uczestnictwa w operacji, jednak wysłały na miejsce działań swoje fregaty.

Mapa przedstawiająca miejsca ataków na cele w Jemenie

10 Stycznia Rada Bezpieczeństwa ONZ przyjęła rezolucje wzywającą Ruch Huti do zaprzestania ataków na statki handlowe. Równocześnie jemeńscy rebelianci przeprowadzili zmasowany atak na stacjonujące na Morzu Czerwonym okręty koalicji. W odpowiedzi dwa dni później Wielka Brytania i Stany Zjednoczone rozpoczęły serię ataków rakietowych na cele powiązane z Ansar Allah. Według szacunków w trakcie ostrzałów zostało zniszczonych około 60 obiektów. W następnych dniach wymiana ognia pomiędzy patrolami państw zachodnich a rebeliantami była nieregularnie kontynuowana. 
31 stycznia wiceprzewodniczący Komisji Europejskiej Josep Borrell poinformował o planie rozpoczęcia przez Unię Europejską misji ochrony handlu na Morzu Czerwonym. Jednocześnie zaznaczył, że europejskie okręty nie wezmą udziału w atakach na cele wojskowe w Jemenie. Operacji nadano kryptonim Aspides (w języku greckim oznaczający tarczę) i oficjalnie została rozpoczęta 19 lutego.  W misji do tej pory wzięły udział okręty z sześciu krajów (Francji, Grecji, Niemiec, Włoch, Belgii i Holandii). Pierwsze zaangażowanie unijnej fregaty w konflikt miało miejsce 27 lutego, kiedy niemiecki Hessen odparł atak jemeńskich dronów.13 marca grecka fregata Hydra odparła ataki dwóch bezzałogowych statków powietrznych ze strony Huti. 
W kwietniu międzynarodowa prasa (w tym Matrime Executive) raportowała, że Chiny z Rosją zawarły porozumienie z rebeliantami. W zamian za możliwość bezpiecznej żeglugi w rejonie, państwa te miały blokować niekorzystne dla Hutich rezolucje Rady Bezpieczeństwa ONZ.
Według opinii Georg'a Wikoffa, operacje podjęte przez kraje zachodnie w następnych miesiącach nie spowodowały oczekiwanej poprawy sytuacji. W czerwcu DIA poinformowało, że od grudnia 2023 do lutego 2024 roku ataki Huti spowodowały zmniejszenie się żeglugi w rejonie o 90%.

### Operacja Rough Rider (2025)
W marcu 2025 roku po objęciu prezydentury przez Donalda Trumpa, który w swojej kampanii prezydenckiej obiecywał zakończyć konflikt, Stany Zjednoczone przeprowadziły kolejną falę ataków na rebeliantów w Jemenie. Celem operacji było zmuszenie Ruchu Huti do zakończenia kryzysu i zawarcia porozumienia. Od 30 kwietnia w operacji czynny udział brały także brytyjskie siły powietrzne Royal Air Force. W zależności od szacunków w trakcie działań zbrojnych śmierć poniosło od 200 do 600 jemeńskich bojowników i ok. 200 cywilów. Podczas planowania pierwszej fazy operacji doszło do wycieku z grupy na platformie Signal, na której amerykańscy politycy (między innymi wiceprezydent USA JD Vance i ówczesny doradca ds. bezpieczeństwa narodowego Mike Waltz) prowadzili konwersację zawierającą szczegółowe dane dotyczące ataku. Do grupy przypadkowo został dodany Jeffrey Goldberg, redaktor naczelny amerykańskiego magazynu The Atlantic, który kilkanaście dni później opublikował treść rozmowy. Incydent ten został nazwany Signalgate i wywołał poruszenie w amerykańskich i międzynarodowych mediach ze względu na używanie publicznych, ogólnodostępnych komunikatorów do wymiany wrażliwych informacji przez wysokich rangą urzędników państwowych.

### Zawieszenie broni między Ruchem Huti a Stanami Zjednoczonymi (2025)
6 maja 2025 roku prezydent Donald Trump poinformował o zawarciu zawieszenia broni przy pośrednictwie Omanu i tym samym zakończeniu operacji Rough Rider. Umowa weszła w życie natychmiastowo. Ansar Allah zobowiązało się do zaprzestania ataków na statki na Morzu Czerwonym, jednak z wyłączeniem izraelskich jednostek. Premier Izraela Binjamin Netanjahu w odpowiedzi na ustalenia oświadczył, że "Izrael obroni się sam", jednak izraelskie media nazwały wynegocjowane zasady zawieszenia broni "złymi wiadomościami dla Izraela". Tego samego dnia IDF rozpoczął własną operacje przeciwko jemeńskim rebeliantom.
W związku z przystąpieniem USA do wojny izraelsko-irańskiej po stronie Izraela (22 czerwca 2025 roku), Ruch Huti uznał zawieszenie broni za nieobowiązujące, jednak pierwszy atak na statek na Morzu Czerwonym nastąpił dopiero 7 lipca, czyli po zawarciu zawieszenia broni przez Iran i Izrael.

## Skutki
Największe przedsiębiorstwa żeglugowe, w tym MSC i Maersk wstrzymały kursy przez Morze Czerwone. Wiąże się to z dużym wydłużeniem czasu podróży, ponieważ druga najszybsza droga z Azji do Europy, prowadząca przez Przylądek Dobrej Nadziei, jest znacznie dłuższa, co wiąże się z podwyższeniem cen towarów.
W czerwcu roku DIA poinformowało, że od grudnia 2023 do lutego 2024 roku ataki Huti spowodowały zmniejszenie się żeglugi w rejonie o 90%.
Izraelski Port w Ejlacie został zamknięty z powodu zaległości finansowych, co jest bezpośrednim następstwem ataków Hutich na statki w regionie